# SF-A2开发Code miki
SF-A2开发Code Miki是日本软件公司AHS发行的歌声合成软件Vocaloid歌声库系列，旨在重现日本创作歌手古川美季的歌声，其虚拟形象是由日本漫畫家小崎祐介作造型设计的虚构人物Miki。

## 版本
| 年份                                         | 标题                              | 语音库            | 引擎       | 平台                        | 操作系统      |
| 歌声合成                                     | 歌声合成                          | 歌声合成          | 歌声合成   | 歌声合成                    | 歌声合成      |
| -------------------------------------------- | --------------------------------- | ----------------- | ---------- | --------------------------- | ------------- |
| 2009年                                       | 《Vocaloid 2 SF-A2开发Code Miki》 | - miki            | Vocaloid 2 | Vocaloid 2 / 3 / 4 Editor   | Windows       |
| 2015年                                       | 《Vocaloid 4 Miki Natural》       | - miki_V4_Natural | Vocaloid 4 | Vocaloid 4 Editor及更高版本 | Windows macOS |
| 2016年                                       | 应用内购买                        | - miki Natural    | ——         | Mobile Vocaloid Editor      | iOS iPadOS    |
| 语言版本皆为日语；「——」表示不适用或不确认。 |                                   |                   |            |                             |               |

- 《Vocaloid 2 SF-A2开发Code Miki》是日本唱片公司Heartfast和旧日本艺人经纪公司雅马哈A&R（日语：ヤマハミュージックエンタテインメントホールディングス）根据前者签约歌手古川美季（日语：フルカワミキ）开发，由AHS发行于2009年12月4日的歌声合成软件Vocaloid歌声库，其歌声数据相比其他一般为三音节的Vocaloid歌声库多出一音阶，[1]推荐节奏为每分钟70至170拍，推荐音域为E2至G4，并且高音域和低音域听起来像是不同的角色，适用于Vocaloid 2/3/4 Editor。[2][3]

此产品是Artist Edition（アーチスト・エディション）的第一作，AHS表示后续将推出一系列Artist Edition产品。
- 《Vocaloid 4 Miki Natural》是日本乐器制造商雅马哈开发，由AHS发行于2015年6月18日的更新版Vocaloid歌声库，添加三音位和「Growl」功能数据，推荐参数不变。[5]

- 针对Mobile Vocaloid Editor开发的歌声库「Miki Natural」，作为应用内购买项目发行于2016年10月25日，附带演示曲〈First Time〉。[6]

## 包装
SF-A2开发Code Mik是依从机器人工业设计的概念命名。
SF-A2开发Code Mik的虚拟形象是日本漫畫家小崎祐介作造型设计的虚构人物Miki，最早出现在日本唱片公司Heartfast制作和旧日本艺人经纪公司雅马哈A&R发行于2009年11月18日的合辑《Vocaloids☆X’mas ～Shiroi Yoru wa Seijaku o Mamotteru~》（VOCALOIDS☆X’mas～白い夜は静寂を守ってる～，直译：「Vocaloid们☆圣诞节～白夜寂静无声～」）的封面艺术上，此合集还收录使用SF-A2开发Code Miki的歌曲，Miki是人形機器人，有着浅珊瑚色的长发和瞳孔，与毛绒耳机和连体裙上的深石灰色相衬，躯体上有机械组合的缝隙，耳机和衣着上有着五角星图案，此外，由Oki创建的三维模型还附赠于日本杂志《Windows 100%》2010年2月号刊。在更新版歌声库《Vocaloid 4 Miki Natural》中，Miki得到了小崎祐介的新造型设计，深石灰色和躯体缝隙被去除，穿着更为银色系的飞行服，并戴上发光猫儿耳机。
SF-A2开发Code Mik的包装是由日本设计工作室Maniackers Design设计。

## 反响
日本新闻网站ITmedia的记者松尾公也评价，SF-A2开发Code Miki有很好地重现古川美季其歌声尖细的特点，高音和低音的音色感觉不同，高音的歌声具有力量，但存在音高错误的问题，并且整体的音乐适用性不高。

## 相关

### Meaw
Meaw（メーウ）是日本出版公司Star Child制作的虚拟偶像组合，由水蓝色头发的Me（メー）和粉色头发的Aw（ウー）两名角色组成，创作者是小崎祐介。她们穿着时尚性感，头扎单马尾，戴着猫耳耳机和猫尾巴，她们出身自泰国，14岁的时候移居日本，经历两年的舞蹈和歌唱训练而迎来出道，喜欢吃香蕉，平均每天吃12根，并熟知香蕉的冷知识。
Star Child仅公布Meaw的声音是使用Vocaloid歌声库合成，但未明确是哪一款，不少听众认为是使用SF-A2开发Code Miki。
2010年11月23日，由Meaw演唱的歌曲〈60th Summer of Love〉（60thサマーオブラブ）的音乐视频发布，Meaw以三维模型的形式在视频中呈现舞蹈表演。2010年11月26日，收录〈60th Summer of Love〉的加大單曲《「Meaw」Right ver.》和《「Meaw」Left ver.》通过King Record发行，收录曲目基本是由Vocaloid-P小林Onyx（小林オニキス）创作。2011年8月24日，由Meaw演唱的单曲《Pair*》通过King Record发行，收录曲目由小林Onyx和Vocaliod-P（ぼーかりおどP）创作，收录曲〈Pair* Factory Mix〉的音乐视频是由日本动画公司Khara Digital部门制作，制作时间在2011年3月至6月，视频中Meaw依旧是以三维模型的形式呈现舞蹈表演，Meaw处在写实的工厂场景中，编舞者是日本编舞师石川由美，参照音乐组合Perfume的风格，包含芭蕾舞和手势元素。其中，收录曲〈Pair*〉和〈Owakare Bayashi〉（お別れ囃子）是日本动画片《真的有呀！灵媒先生》的片尾曲。